# Now You See Inside
Now You See Inside – pierwszy album pop punkowego zespołu SR-71.

## Lista utworów
| #  | Nazwa                       | Tekst                                   | Czas |
| -- | --------------------------- | --------------------------------------- | ---- |
| 1  | "Politically Correct"       | Mitch Allan                             | 3:19 |
| 2  | "Right Now"                 | Mitch Allan, Butch Walker               | 2:47 |
| 3  | "What a Mess"               | Jeff Reid                               | 3:42 |
| 4  | "Last Man on the Moon"      | Kevin Kadish                            | 3:47 |
| 5  | "Empty Spaces"              | John Shanks                             | 4:28 |
| 6  | "Another Night Alone"       | Mitch Allan, Jeff Reid, Mark Beauchemin | 3:33 |
| 7  | "Alive"                     | Mitch Allan, Mark Beauchemin            | 4:12 |
| 8  | "Fame (What She's Wanting)" | John Shanks                             | 2:46 |
| 9  | "Go Away"                   | Mitch Allan                             | 4:20 |
| 10 | "Non-Toxic"                 | Mitch Allan                             | 4:04 |
| 11 | "Paul McCartney"            | Dan Garvin                              | 5:25 |

Dodatkowe utwory w wersji japońskiej
| #  | Nazwa                     | Tekst                     | Czas |
| -- | ------------------------- | ------------------------- | ---- |
| 12 | "Right Now" (akustycznie) | Mitch Allan, Butch Walker | 2:58 |
| 13 | "Last Excuse" (demo)      | Mitch Allan               | 4:18 |
| 14 | "Right Now" (teledysk)    | Mitch Allan, Butch Walker | 3:10 |

## Single
- "Right Now"
- "Empty Spaces"
- "Alive"

## Listy przebojów
Album
| Rok  | Lista                       | Pozycja |
| ---- | --------------------------- | ------- |
| 2000 | Billboard 200               | 81      |
| 2000 | Billboard Heatseekers Chart | 2       |

Single
| Rok  | Single                | Lista                            | Pozycja |
| ---- | --------------------- | -------------------------------- | ------- |
| 2000 | "Right Now"           | Billboard Modern Rock Tracks     | 2       |
| 2000 | "Right Now"           | Billboard Hot 100                | 102     |
| 2000 | "Right Now"           | Billboard Mainstream Rock Tracks | 38      |
| 2000 | "Politically Correct" | Billboard Modern Rock Tracks     | 22      |

## Personel

### Zespół SR-71
- Mitch Allan – śpiew, gitara
- Dan Garvin – perkusja, wokal wspierający
- Jeff Reid – gitara basowa, keyboard, wokal wspierający
- Mark Beauchemin – gitara, keyboard, wokal wspierający

### Dodatkowy personel
- John Allen – wokal wspierający
- Kevin Kadish – wokal wspierający
- John Shanks – gitara
- Gil Norton – keyboard
- Mark Pythian – keyboard
- Patrick Warren – keyboard
- Rob Ladd – perkusja
- Richard George – skrzypce
- Chris Tombling – skrzypce
- Audrey Riley – wiolonczela
- Richard Bissell – róg

### Nie występujący personel
- Montażysta: Graham Dominy, Brandon Mason, Bradley Cook
- Mixing: Jack Joseph, Neal Avron
- Mastering: Ted Jensen